# Copa de la Liga de Primera División 1986
La Copa de la Liga de Primera División de 1986 fue la cuarta y última edición disputada de este torneo. Se jugó entre los meses de mayo y junio de 1986. La coincidencia con la Copa Mundial de Fútbol de 1986 jugada en México, no ayudó a aumentar el interés por el torneo, los internacionales, convocados para el mundial, no pudieron participar en él. Por primera vez la Copa de la Liga solo se jugó en la categoría de Primera División. Sería jugada por los dieciocho equipos de Primera División, el Real Oviedo como vencedor de la Copa de la Liga de Segunda la campaña anterior, el Sestao Sport Club y el Albacete Balompié como vencedores en Segunda B y la Unión Balompédica Conquense que se alzó con el trofeo en Tercera.
La última final enfrentaría al FC Barcelona y al Real Betis decantándose del lado blaugrana que ya se había proclamado campeón en la primera edición.

## Primera ronda
Dieciocho equipos entraron en liza en esta primera eliminatoria quedando exentos el Real Madrid, el Atlético de Madrid y el Barcelona que se habían clasificado para jugar las finales de la Copa de la UEFA, la Recopa y la Copa de Europa, y el Sevilla cuyo campo sería designado para acoger esta última final. Los partidos de ida de esta primera ronda se jugaría el 1 de mayo de 1986, a excepción del encuentro entre la Real Sociedad y el Athletic que se disputó el 4 de mayo; mientras que la vuelta se jugaría el día 8 de mayo, a excepción del partido entre el Real Betis y el Osasuna que se adelantaría al 4 de mayo.
| Equipo local    | Equipo visitante    | Ida   | Vuelta            |
| --------------- | ------------------- | ----- | ----------------- |
| Real Oviedo     | Racing de Santander | 3 - 0 | 0 - 3 (pr.+ pen.) |
| UB Conquense    | Valencia CF         | 2 - 2 | 1 - 3             |
| Real Valladolid | Albacete Balompié   | 5 - 1 | 3 - 4             |
| Sestao          | UD Las Palmas       | 2 - 0 | 1 - 2             |
| Celta de Vigo   | RCD Español         | 3 - 2 | 0 - 2             |
| Osasuna         | Real Betis          | 2 - 2 | 2 - 3             |
| Cádiz CF        | Sporting de Gijón   | 0 - 1 | 0 - 0             |
| Real Zaragoza   | Hércules            | 2 - 1 | 2 - 0             |
| Real Sociedad   | Athletic Club       | 2 - 1 | 2 - 2             |

## Segunda ronda
Trece equipos iniciaron esta ronda. El Betis, el Real Zaragoza y el Sporting de Gijón accedieron directamente a la siguiente fase, mientras que los diez restantes lucharon por su pase a cuartos. Las eliminatorias se jugarían los días 11 y 14 de mayo para los partidos de ida, y 18 y 21 de mayo para los de vuelta.
| Equipo local       | Equipo visitante | Ida   | Vuelta |
| ------------------ | ---------------- | ----- | ------ |
| Real Oviedo        | Real Sociedad    | 2 - 1 | 0 - 4  |
| Valencia CF        | RCD Español      | 5 - 2 | 1 - 1  |
| Sevilla FC         | Sestao           | 0 - 0 | 0 - 1  |
| Atlético de Madrid | Real Valladolid  | 3 - 3 | 1 - 0  |
| FC Barcelona       | Real Madrid      | 2 - 2 | 4 - 0  |

## Fase final
Tras las dos primeras rondas los ocho equipos clasificados se enfrentaron en tres eliminatorias a ida y vuelta durante los últimos días de mayo y la primera quincena de junio de 1986.
|  | Cuartos de final             | Cuartos de final             | Cuartos de final             |   |                    | Semifinales             | Semifinales             | Semifinales             |  |  | Final                     | Final                     | Final                     |
|  | 24 y 25 de mayo - 29 de mayo | 24 y 25 de mayo - 29 de mayo | 24 y 25 de mayo - 29 de mayo |   |                    | 5 de junio - 8 de junio | 5 de junio - 8 de junio | 5 de junio - 8 de junio |  |  | 11 de junio - 14 de junio | 11 de junio - 14 de junio | 11 de junio - 14 de junio |
|  |                              |                              |                              |   |                    |                         |                         |                         |  |  |                           |                           |                           |
|  | Real Sociedad                | 1                            | 1                            |   |                    |                         |                         |                         |  |  |                           |                           |                           |
|  | Real Zaragoza                | 0                            | 3                            |   |                    |                         |                         |                         |  |  |                           |                           |                           |
|  | Real Zaragoza                | 0                            | 3                            |   | Real Zaragoza      | 1                       | 0                       |                         |  |  |                           |                           |                           |
|  |                              |                              |                              |   | Real Zaragoza      | 1                       | 0                       |                         |  |  |                           |                           |                           |
|  |                              | Real Betis                   | 2                            | 2 |                    |                         |                         |                         |  |  |                           |                           |                           |
|  | Valencia CF                  | Real Betis                   | 2                            | 2 | 1                  | 1                       |                         |                         |  |  |                           |                           |                           |
|  | Valencia CF                  |                              |                              |   | 1                  | 1                       |                         |                         |  |  |                           |                           |                           |
|  | Real Betis                   | 2                            | 2                            |   |                    |                         |                         |                         |  |  |                           |                           |                           |
|  |                              |                              |                              |   |                    |                         |                         |                         |  |  | Real Betis                | 1                         | 0                         |
|  |                              |                              | FC Barcelona                 | 0 | 2                  |                         |                         |                         |  |  |                           |                           |                           |
|  | Sestao                       | 3                            | 0                            |   |                    |                         |                         |                         |  |  |                           |                           |                           |
|  | Atlético de Madrid           | 2                            | 2                            |   |                    |                         |                         |                         |  |  |                           |                           |                           |
|  | Atlético de Madrid           | 2                            | 2                            |   | Atlético de Madrid | 0                       | 1                       |                         |  |  |                           |                           |                           |
|  |                              |                              |                              |   | Atlético de Madrid | 0                       | 1                       |                         |  |  |                           |                           |                           |
|  |                              | FC Barcelona                 | 1                            | 1 |                    |                         |                         |                         |  |  |                           |                           |                           |
|  | FC Barcelona (pr.)           | FC Barcelona                 | 1                            | 1 | 1                  | 2                       |                         |                         |  |  |                           |                           |                           |
|  | FC Barcelona (pr.)           |                              |                              |   | 1                  | 2                       |                         |                         |  |  |                           |                           |                           |
|  | Sporting de Gijón            | 0                            | 2                            |   |                    |                         |                         |                         |  |  |                           |                           |                           |

## Final

### Ida
|    | POR | Manuel Cervantes      |     |
|    | DEF | Diego Rodríguez       |     |
|    | DEF | Faruk Hadzibegic      |     |
|    | DEF | Álex                  |     |
|    | DEF | José Palacios         |     |
|    | MED | Antolín Ortega        |     |
|    | MED | Antonio Joaquín Parra |     |
|    | MED | Romo                  | 80' |
|    | MED | Gabino Rodríguez      |     |
|    | DEL | Pedro Medina          |     |
|    | DEL | Gabriel Calderón      | 46' |
| DT | DT  | Luis del Sol          |     |

|    | POR | Amador Lorenzo   |     |
|    | DEF | Gerardo Miranda  | 65' |
|    | DEF | Esteve Fradera   |     |
|    | DEF | Salva García     |     |
|    | DEF | Manolo           |     |
|    | DEF | Ángel Pedraza    |     |
|    | DEF | Josep Moratalla  |     |
|    | MED | Tente Sánchez    | 30' |
|    | MED | Nayim            |     |
|    | MED | Josep Villarroya |     |
|    | DEL | Esteban Vigo     |     |
| DT | DT  | Terry Venables   |     |

|  | DEL | Antonio Reyes | 46' |
|  | MED | José García   | 80' |

|  | DEL | Francisco López | 30' |
|  | DEF | Jordi Capella   | 65' |

|  | 17' | Calderón | 1-0 |

|  | Álex   |
|  | Ortega |
|  | Reyes  |

| Árbitro: | Joaquín Ramos Marcos |

|    | POR | Manuel Cervantes      |     |
|    | DEF | Diego Rodríguez       |     |
|    | DEF | Faruk Hadzibegic      |     |
|    | DEF | Álex                  |     |
|    | DEF | José Palacios         |     |
|    | MED | Antolín Ortega        |     |
|    | MED | Antonio Joaquín Parra |     |
|    | MED | Romo                  | 80' |
|    | MED | Gabino Rodríguez      |     |
|    | DEL | Pedro Medina          |     |
|    | DEL | Gabriel Calderón      | 46' |
| DT | DT  | Luis del Sol          |     |

|    | POR | Amador Lorenzo   |     |
|    | DEF | Gerardo Miranda  | 65' |
|    | DEF | Esteve Fradera   |     |
|    | DEF | Salva García     |     |
|    | DEF | Manolo           |     |
|    | DEF | Ángel Pedraza    |     |
|    | DEF | Josep Moratalla  |     |
|    | MED | Tente Sánchez    | 30' |
|    | MED | Nayim            |     |
|    | MED | Josep Villarroya |     |
|    | DEL | Esteban Vigo     |     |
| DT | DT  | Terry Venables   |     |

|  | DEL | Antonio Reyes | 46' |
|  | MED | José García   | 80' |

|  | DEL | Francisco López | 30' |
|  | DEF | Jordi Capella   | 65' |

|  | 17' | Calderón | 1-0 |

|  | Álex   |
|  | Ortega |
|  | Reyes  |

| Árbitro: | Joaquín Ramos Marcos |

### Vuelta
|    | POR | Amador Lorenzo        |     |
|    | DEF | Manolo                |     |
|    | DEF | Salva García          |     |
|    | DEF | José Ramón Alexanko   |     |
|    | DEF | Esteve Fradera        |     |
|    | DEF | Ángel Pedraza         |     |
|    | DEF | Josep Moratalla       |     |
|    | MED | Tente Sánchez         |     |
|    | MED | Nayim                 | 80' |
|    | DEL | Raúl Vicente Amarilla |     |
|    | DEL | Esteban Vigo          | 77' |
| DT | DT  | Terry Venables        |     |

|    | POR | Manuel Cervantes |     |
|    | DEF | Diego Rodríguez  |     |
|    | DEF | Álex             |     |
|    | DEF | Faruk Hadzibegic |     |
|    | DEF | Quico            |     |
|    | MED | Antolín Ortega   | 68' |
|    | MED | Parra Fernández  |     |
|    | MED | Gabino Rodríguez |     |
|    | MED | Romo             |     |
|    | DEL | Perico Medina    |     |
|    | DEL | Gabriel Calderón |     |
| DT | DT  | Luis del Sol     |     |

|  | DEL | Francisco López López | 77' |
|  | MED | Josep Villarroya      | 80' |

|  | DEF | José Carlos Suárez | 68' |

|  | 8'  | Amarilla | 1-0 |
|  | 38' | Alexanko | 2-0 |

|  | Nayim         |
|  | Tente Sánchez |

|  | Calderón      |
|  | Ortega        |
|  | Perico Medina |
|  | Quico         |

|  | Amarilla |

|  | Quico |

| Árbitro: | Ildefonso Urízar Azpitarte |

|    | POR | Amador Lorenzo        |     |
|    | DEF | Manolo                |     |
|    | DEF | Salva García          |     |
|    | DEF | José Ramón Alexanko   |     |
|    | DEF | Esteve Fradera        |     |
|    | DEF | Ángel Pedraza         |     |
|    | DEF | Josep Moratalla       |     |
|    | MED | Tente Sánchez         |     |
|    | MED | Nayim                 | 80' |
|    | DEL | Raúl Vicente Amarilla |     |
|    | DEL | Esteban Vigo          | 77' |
| DT | DT  | Terry Venables        |     |

|    | POR | Manuel Cervantes |     |
|    | DEF | Diego Rodríguez  |     |
|    | DEF | Álex             |     |
|    | DEF | Faruk Hadzibegic |     |
|    | DEF | Quico            |     |
|    | MED | Antolín Ortega   | 68' |
|    | MED | Parra Fernández  |     |
|    | MED | Gabino Rodríguez |     |
|    | MED | Romo             |     |
|    | DEL | Perico Medina    |     |
|    | DEL | Gabriel Calderón |     |
| DT | DT  | Luis del Sol     |     |

|  | DEL | Francisco López López | 77' |
|  | MED | Josep Villarroya      | 80' |

|  | DEF | José Carlos Suárez | 68' |

|  | 8'  | Amarilla | 1-0 |
|  | 38' | Alexanko | 2-0 |

|  | Nayim         |
|  | Tente Sánchez |

|  | Calderón      |
|  | Ortega        |
|  | Perico Medina |
|  | Quico         |

|  | Amarilla |

|  | Quico |

| Árbitro: | Ildefonso Urízar Azpitarte |

|                 |
| Campeón         |
| F. C. Barcelona |
| 2.º título      |

## Tabla de participación
| Equipo            | J | G | E | P | GF | GC | Goleadores |
| Real Betis        | 8 | 6 | 1 | 1 | 14 | 9  | Gabino (5), Calderón (4), Valdo (3), Romo (1), Parra (1)                                                                              |
| F.C. Barcelona    | 8 | 4 | 3 | 1 | 13 | 6  | Amarilla (4), Esteban Vigo (3), Urbano (2), Clos (1), Archibald (1), Pedraza (1), Alexanko (1)                                        |
| Real Sociedad     | 6 | 3 | 1 | 2 | 11 | 8  | Uralde (6), Mujika (3), Begiristain (1), Loren (1)                                                                                    |
| Sestao            | 6 | 3 | 1 | 2 | 7  | 6  | Mendilíbar (2), Txelis (2), Primi (1), Gonzalo (1), Aspiazu (1)                                                                       |
| Real Zaragoza     | 6 | 3 | 0 | 3 | 8  | 7  | Corchado (3), Conde (2), Rubén Sosa (2), Ayneto (1)                                                                                   |
| Valencia C. F.    | 6 | 2 | 2 | 2 | 13 | 10 | Sixto (4), Muñoz Pérez (1), Montes (1), Tendillo (1), Quique (1), Subirats (1), Sánchez Torres (1), Fenoll (1), Revert (1), Giner (1) |
| Atlético Madrid   | 6 | 2 | 2 | 2 | 9  | 8  | Quique Ramos (2), Llorente (2), Arteche (1), Julio Prieto (1), Pedro Pablo (1), Sergio Morgado (1), Marina (1)                        |
| Real Oviedo       | 4 | 2 | 0 | 2 | 5  | 8  | García Barrero (1), Blanco (1), Ramírez (1), Leiva (1), Joaquín Alonso (1)                                                            |
| Sporting Gijón    | 4 | 1 | 2 | 1 | 3  | 3  | Joaquín (2), Quini (1) |
| Real Valladolid   | 4 | 1 | 1 | 2 | 11 | 9  | Aravena (6), Víctor (2), Gail (1), Fonseca (1), Ruiz (1, ATM, pp.)                                                                    |
| R. C. D. Espanyol | 4 | 1 | 1 | 2 | 7  | 9  | Márquez (3), Pineda (2), Lauridsen (1), Mauri (1)                                                                                     |
| Racing Santander  | 2 | 1 | 0 | 1 | 3  | 3  | Sañudo (1), Chirri (1), Arrien (1) |
| Celta de Vigo     | 2 | 1 | 0 | 1 | 3  | 4  | Pichi Lucas (2), Baltazar (1) |
| U. D. Las Palmas  | 2 | 1 | 0 | 1 | 2  | 3  | Javier Campos (1), Saavedra (1) |
| Albacete          | 2 | 1 | 0 | 1 | 5  | 8  | Benítez (2), Cazaurang (2), Antonio (1)                                                                                               |
| C.A. Osasuna      | 2 | 0 | 1 | 1 | 4  | 5  | Goikoetxea (2), Bustingorri (1), Sola (1)                                                                                             |
| Athletic Bilbao   | 2 | 0 | 1 | 1 | 3  | 4  | Gallego (1), De La Fuente (1), Sarriugarte (1)                                                                                        |
| Sevilla F. C.     | 2 | 0 | 1 | 1 | 0  | 1  | - |
| Cádiz C. F.       | 2 | 0 | 1 | 1 | 0  | 1  | - |
| Conquense         | 2 | 0 | 1 | 1 | 3  | 5  | Serna (1), Totó (1), Chencho (1) |
| Real Madrid       | 2 | 0 | 1 | 1 | 2  | 6  | Cholo (1), Pardeza (1) |
| Hércules          | 2 | 0 | 0 | 2 | 1  | 4  | Juan Carlos (1) |
|                   |   |   |   |   |    |    | |